# Jacqueline Winspear
Jacqueline Winspear, née en 1955 dans le Kent, est une romancière britannique, auteur d'une série de plusieurs romans policiers historiques centrés sur le personnage de Maisie Dobbs. Elle a notamment remporté le Prix Agatha 2004 avec le second titre de la série, Les Demoiselles de la Plume blanche (Birds of a Feather).

## Biographie
Elle naît et grandit dans le Kent. Les souffrances éprouvées par son grand-père pendant la Première Guerre mondiale est le point de départ de son intérêt pour ce conflit qui se retrouvera au centre de son œuvre romanesque future. 
Elle fait des études supérieures à la faculté d'éducation de l'Université de Londres, puis travaille dans le milieu de l'édition scolaire et de la publicité.  Elle émigre aux États-Unis en 1990 et s'installe en Californie. 
Au début des années 2000, elle se lance dans l'écriture avec une série policière consacrée aux enquêtes de la détective privée Maisie Dobbs dans l'Angleterre de l'entre-deux-guerres. Le premier titre, intitulé tout simplement Maisie Dobbs, reçoit une nomination pour l'Edgar du meilleur premier roman de l'association des Mystery Writers of America. Le deuxième, Les Demoiselles de la Plume blanche (Birds of a Feather, 2004) remporte le prix Agatha. Issue de la classe ouvrière, mais douée d'une intelligence peu commune, Maisie Dobbs reçoit une solide éducation grâce au mécénat de son employeur. Pendant la Première Guerre mondiale, elle interrompt ses études pour travailler comme infirmière et connaît un amour malheureux. Après la guerre, encore une fois grâce à son patron, elle devient détective. D'une irréprochable intégrité, elle insiste pour que ses clients respectent son approche éthique. 

## Œuvre

### Romans

#### Série policièreMaisie Dobbs
- Maisie Dobbs (2003) Publié en français sous le titre Maisie Dobbs, traduit par Jean-Christophe Napias, Paris, LGF, Le Livre de poche. Policier no 35042, 2007  (ISBN 978-2-253-11902-9)
- Birds of a Feather (2004) - Prix Agatha 2004 Publié en français sous le titre Les Demoiselles de la Plume blanche, traduit par Jean-Christophe Napias, Paris, LGF, Le Livre de poche. Policier no 35054, 2008  (ISBN 978-2-253-11901-2)
- Pardonable Lies (2005) Publié en français sous le titre Mensonges inavouables, City (2021)
- Messenger of Truth (2006) Publié en français sous le titre Le Messager de la vérité, City (2021)
- An Incomplete Revenge (2008)
- Among the Mad (2009)
- The Mapping of Love and Death (2010)
- A Lesson in Secrets (2011)
- Elegy for Eddie (2012)
- Leaving Everything Most Loved (2013)
- A Dangerous Place (2015)
- Journey to Munich (2016)
- In this Grave Hour (2017)
- To Die but Once (2018)
- The American Agent (2019)
- The Consequences of Fear (2021)
- A Sunlit Weapon (2022)
- The Comfort of Ghosts (2024)

#### Autres romans
- The Care and Management of Lies (2014)
- The White Lady (2023)

### Autre ouvrage
- This Time Next Year We’ll Be Laughing (2020)

## Prix et nominations

### Prix
- Prix Agatha 2003 du meilleur premier roman pour Maisie Dobbs[2]
- Prix Macavity 2004 du meilleur premier roman pour Maisie Dobbs[3]
- Prix Sue-Grafton 2025 pour The Comfort of Ghosts[4]

### Nominations
- Prix Anthony 2004 du meilleur premier roman pour Maisie Dobbs[5]
- Prix Barry 2004 du meilleur premier roman pour Maisie Dobbs[6]
- Prix Edgar-Allan-Poe 2004 du meilleur roman pour Maisie Dobbs[4]
- Prix Dilys 2004 pour Maisie Dobbs[7]
- Prix Agatha 2004 du meilleur roman pour Birds of a Feather[2]
- Prix Lefty 2005 du meilleur roman policier historique pour Birds of a Feather[8]
- Prix Dilys 2005 pour Birds of a Feather[7]
- Prix Agatha 2005 du meilleur roman pour Pardonable Lies[2]
- Prix Macavity 2006 du meilleur roman policier historique pour Pardonable Lies[3]
- Prix Lefty 2006 du meilleur roman policier historique pour Pardonable Lies[8]
- Prix Agatha 2005 du meilleur roman pour Messenger of Truth[2]
- Prix Macavity 2007 du meilleur roman policier historique pour Messenger of Truth[3]
- Prix Macavity 2010 du meilleur roman policier historique pour The Mapping of Love and Death[3]
- Prix Agatha 2011 du meilleur roman policier historique pour A Lesson in Secrets[2]
- Prix Lefty 2012 du meilleur roman policier historique pour A Lesson in Secrets[8]
- Prix Macavity 2012 du meilleur roman policier historique pour A Lesson in Secrets[3]
- Prix Agatha 2012 du meilleur roman policier historique pour Elegy for Eddie[2]
- Prix Lefty 2013 du meilleur roman policier historique pour Elegy for Eddie[8]
- Prix Macavity 2013 du meilleur roman policier historique pour Elegy for Eddie[3]
- Prix Lefty 2014 du meilleur roman policier historique pour Leaving Everything Most Loved[8]
- Prix Sue-Grafton 2018 pour To Die but Once[4]
- Prix Edgar-Allan-Poe 2020 de la meilleure biographie critique pour This Time Next Year We’ll Be Laughing[4]